# Daniel Arismendi
Daniel Enrique Arismendi Marchán (Cumaná, Estado Sucre, Venezuela, 4 de julio de 1982) es un exfutbolista venezolano que jugaba como delantero y su último equipo fue el Atlético Venezuela de la Primera División de Venezuela. Debutó con Mineros de Guayana en 2003 llegando a jugar en diferentes clubes de América como el Atlante, Antofagasta, Juan Aurich y Deportes Concepción.

## Trayectoria

### Mineros de Guayana
El 13 de diciembre de 2003 marcó su primer gol en su carrera y con Mineros de Guayana en la jornada 18 del torneo apertura contra el Deportivo Táchira FC marcando el gol en el minuto 91' dándole la victoria a su equipo 1-0.
En la Liga Venezolana 2003/04 marcó 3 goles distribuidos en (Torneo Apertura 1 y Torneo Clausura 2), quedando su equipo en tercer lugar y clasificando a la primera fase de la Copa Libertadores 2005.

### UA Maracaibo
El 15 de enero de 2005 marcó su primer gol con el UA Maracaibo en la jornada 2 del torneo clausura 2004 contra el Carabobo FC marcando el gol en el minuto 26.º dándole el empate a su equipo 1-1.
En la Liga Venezolana 2004/05 marcó 4 goles todos en el (Torneo Clausura), quedando campeones.

### Italmaracaibo
El 10 de agosto de 2005 marcó su primer gol con el Italmaracaibo en la jornada 1 del torneo apertura contra el Mineros de Guayana con derrota de su equipo 2-3, marcando el gol en el minuto 80'.
El 11 de diciembre de 2005 marcó su primera dupleta en su carrera (2 goles en 1 partido) en la jornada 17 del torneo apertura contra el Carabobo FC marcando los goles en los minutos 21' y 41' dándole el empate a su equipo 2-2.
En el Torneo Apertura 2005 marcó 4 goles.

### Carabobo FC
Le fue otorgado la camisa con el dorsal número 15.
El 22 de enero de 2006 marcó su primer gol con el Carabobo FC por partida doble en la jornada 3 del Torneo Clausura 2006 contra el Deportivo Táchira FC con victoria de su equipo 6-2, marcado los goles en los minutos 71' y 73'.
El 22 de agosto de 2006 debutó en una Copa Sudamericana en la ronda preliminar contra el Mineros de Guayana con derrota de su equipo 3-0, disputando los 90 minutos.
El 30 de agosto de 2006 marcó su primer gol en una Copa Sudamericana en la ronda preliminar clasificatoria contra el Mineros de Guayana con derrota de su equipo 1-3, disputando los 90 minutos marcando el gol en el minuto 87'.
Con el Carabobo FC jugó la ronda preliminar de la Copa Sudamericana 2006 disputando 2 partidos los 2 de titular, marcando 1 gol, jugando 180 minutos, perdiendo los 2 partidos contra Mineros de Guayana.
En el Torneo Clausura 2006 marcó 9 goles.
En el Torneo Apertura 2006 disputó 16 partidos, marcando 4 goles.

### UA Maracaibo
Con el UA Maracaibo en el Torneo Clausura 2007 disputó 11 partidos (8 de titular), marcando 6 goles y jugando 795 minutos, quedando subcampeones.
El 15 de febrero de 2007 debutó en una Copa Libertadores 2007 y marcó su primer gol contra el Paraná Clube con derrota de su equipo 2-4, disputando 71 minutos marcando el gol en el minuto 44' (tras una gran jugada de Cásseres con Luis Vallenilla, para que el defensor, con un preciso centro al área, encontró a Arismendi, para empujar a la red).
El 26 de septiembre de 2007 debutó y marcó su primer gol en una Copa Venezuela en los octavos de final contra el Atlético Turén, marcando el gol en el minuto 35.º tras un pase de Kerwis Chirinos rematando con la pierna derecha.
En el Torneo Apertura 2007 disputó 12 partidos (10 de titular), marcando 7 goles, jugando 920 minutos, recibiendo 5 tarjetas amarillas y 1 tarjeta roja.
En la Copa Libertadores 2007 disputó 4 partidos 3 de titular, marcando 2 goles, jugando 186 minutos, recibiendo 1 tarjeta amarilla y en la Copa Venezuela de Fútbol 2007 disputó 1 partido de (titular), marcando 1 gol.
Debido a estos números, es considerado uno de los mejores delanteros que militó en el UA Maracaibo.

### Atlante FC
El 11 de enero de 2008 fue fichado por el club mexicano Atlante FC, llega por préstamo de 1 año por (300.000 dólares) y con opción a compra por (1.000.000 de dólares), fue el segundo refuerzo del Atlante en esta temporada y el quinto extranjero en el club, le otorgaron la camiseta con el número 16.
El 20 de enero de 2008 debutó con el Atlante entrando en el segundo tiempo en el minuto 46' contra los Jaguares de Chiapas y asistió de córner en el segundo gol. El 9 de marzo de 2008 marcó su primer gol con el Atlante contra el Cruz Azul con derrota de su equipo 2-3, disputando los 90 minutos gracias a la suspensión del delantero titular, marcando el gol en el minuto 9.º.
El 13 de marzo de 2008 debutó en la Copa de Campeones de la CONCACAF contra el Deportivo Saprissa saliendo de titular y jugando 55 minutos con victoria de 2-1, dando una asistencia en el minuto 40.º para el empate transitorio.
Disputó el Torneo Clausura 2008 disputando 11 partidos (3 de titular), marcando 3 goles, dando 5 pases de gol, jugando 344 minutos y en la Copa de Campeones disputó 1 partido (de titular), sin marcar gol, dando 1 pase de gol y jugando 55 minutos.
Raymundo Palacios vicepresidente del cuadro del Atlante adelantó la primera baja del plantel Daniel Arismendi, "él ya definitivamente causa baja, ya lo platiqué con él, por eso lo menciono, pero lo haremos oficial la próxima semana".

### Retorno al UA Maracaibo
Arismendi informó que volverá al Unión Atlético Maracaibo al menos hasta diciembre, otorgándole la camiseta con el dorsal número 15. Sin embargo, tuvo propuestas en Venezuela el Monagas Sport Club y de equipos de Inglaterra interesados en sus servicios el Manchester City FC, Wigan FC y un equipo recién ascendido a la Premier League.
Disputó la fase preliminar de la Copa Sudamericana 2008 contra el América de Cali jugando los 2 partidos los 2 de titular disputando 180 minutos dando una asistencia de gol, siendo eliminados sin poder clasificar a la primera fase. En la Copa Venezuela de Fútbol 2008 disputó 1 partido de titular, jugando los 90 minutos, siendo eliminados en la segunda fase.
El 17 de agosto de 2008 marcó su primer gol de penalti en su carrera en la jornada 2 del torneo apertura 2008 contra el Guaros FC dándole la victoria a su equipo 2-1, disputando los 90 minutos marcando el gol en el minuto 90' ya antes había marcado el primer gol en el minuto 48'.
El 21 de septiembre de 2008 marcó su primer gol de tiro libre en su carrera en la jornada 5 del torneo apertura 2008 contra el Carabobo FC dándole la victoria a su equipo 2-1, disputando los 90 minutos marcando el gol en el minuto 70' ya antes había marcado el primer gol en el minuto 10.º.
En total en el Torneo Apertura 2008 disputó 17 partidos todos de titular, marcó 11 goles, jugando 1530 minutos, recibiendo 3 amarillas, quedando su equipo en la posición 13.

### Deportivo Táchira
El 18 de diciembre de 2008 fichó por el Deportivo Táchira FC por todo el año 2009 y renovó hasta 2010, otorgándole la camiseta con el dorsal número 11. "Estoy muy contento de pertenecer ahora a un club tan importante como es el Deportivo Táchira y voy con las mayores expectativas de hacer lo mejor posible. Ojalá Dios me dé salud para lograr todo lo que me he planteado", afirmó el delantero.
El 17 de enero de 2009 debutó con el Deportivo Táchira FC en la jornada 1 contra el Estrella Roja FC con resultado de 1-1, disputando los 90 minutos.
El 25 de febrero de 2009 marcó su primer gol con el Deportivo Táchira por partida doble contra el Club Deportivo Mineros de Guayana con victoria de su equipo 5-1, disputando los 90 minutos marcando los goles en los minutos 20.º y 22.º.
En total en la Copa Libertadores 2009 disputó 6 partidos todos de titular, sin marcar gol, jugando 462 minutos, recibiendo 2 amarillas, siendo eliminados quedando terceros y en el Torneo Clausura 2009 disputó 16 partidos (13 de titular), marcó 6 goles, jugando 1167 minutos, quedando su equipo en la posición 2 clasificando a la previa de la Copa Libertadores 2010 siendo el goleador de la Liga Venezolana 2008/09 junto a Heatklif Castillo con 17 goles. Ganó con el Táchira en 2010 el torneo Apertura y jugó la copa Venezuela en el clásico venezolano contra el Caracas FC donde en la ida en Caracas perdieron 1-0 con gol de Giovanni Romero, en vuelta buscaban remontar pero los goles de Gabriel Cichero y Jesús "la pulga" Gómez a inicios del partido marcaron la historia, el Táchira seguía atacando pero no fue hasta el tiro libre de Javier Villafraz que meterian el primer y único gol del Táchira en ese juego, en el segundo tiempo Rafael Castellin metería el 3.er tanto y llegó el 4.º de Alejandro Guerra sentenciando el partido.

### Deportivo Anzoátegui
Fue dejado en libertad por el equipo atigrado cuando luego firma con el Deportivo Anzoátegui, teniendo un revivir en su carrera al convertirse en el goleador de la temporada 2010-2011 con 22 goles, lo cual le valió para poner su nombre en la convocatoria de la Selección de Venezuela en la Copa América 2011. Jugó otra temporada con el cuadro aurirrojo aunque sin mucha novedad y con números discretos.

### Deportes Antofagasta
En junio del 2012, llega al Deportes Antofagasta de Chile, para disputar la temporada 2012 - 2013 en la primera división del fútbol profesional chileno, cosechando un total de 30 apariciones y anotando un total de 12 goles.

### Juan Aurich
Es cedido al Juan Aurich de Perú en la temporada 2013 disputando medio torneo de la Primera división del fútbol profesional Peruano, disputando un total de 15 partidos y anotando 5 goles.

### Zulia FC
En su retorno a Venezuela se suma a las filas del Zulia Futbol Club, disputando la temporada 2013 - 2014 de la primera división del fútbol profesional venezolano y cosechando un total de 5 goles en 14 apariciones.

### Retorno al Carabobo FC
Retorna al Carabobo FC con un contrato de un año para disputar la temporada 2014 - 2015 de la primera división del fútbol profesional venezolano, disputando 19 partidos y marcando 2 goles.

## Detalles
- Daniel tiene una forma muy particular de celebrar los goles que marca, colocándose en la cabeza un interior color azul de su hijo, el cual considera su amuleto, aunque a veces solo lo aprieta en la mano porque al ponérselo en la cabeza implica tarjeta amarilla.

- Es el tercer máximo goleador en la historia del Unión Atlético Maracaibo con 31 goles.

- Fue el goleador de La Vinotinto en el año 2007 con 7 goles.

- Es el cuarto máximo goleador de la Selección de fútbol de Venezuela con 9 goles empatado con Gabriel Urdaneta.

- Ha marcado 14 dupletas (2 goles) por partido.

- Quedó de segundo goleador de la liga venezolana 2005/06 con 13 goles detrás de Juan García con 21 goles.

- Su gol más rápido en su carrera lo ha marcado en el minuto 5.º.

- Su mejor marca es de 2 goles en 2 minutos.

- Tiene una racha de 3 partidos seguidos marcando por lo menos 1 gol con un total de 5 goles.

- En su carrera ha marcado 66 goles 1 de penalti y 1 de tiro libre.

- Es el décimo segundo máximo goleador en activo de la Primera División de Venezuela con 56 goles.

- Tras finalizar el Torneo Apertura 2008, el atacante Daniel Arismendi, resultó ser el jugador más productivo del primer semestre, al permitirle con sus goles sumar 14,5 puntos de 20 al Unión Atlético Maracaibo.

- Su apellido es fruto de la evolución ortográfica del apellido vasco Arizmendi, evolución dada al no existir distinción entre el fonema z y el fonema s en Latinoamérica.

## Trayectoria Internacional
- Debutó en la Selección de fútbol de Venezuela en un partido amistoso disputado contra Uruguay el 27 de enero de 2006 disputado en el estadio José Encarnación "Pachencho" Romero de Maracaibo con resultado de 1-1.

- Su primer gol con La Vinotinto fue contra Uruguay el 27 de septiembre de 2006 disputado en el Estadio José Encarnación Romero de Maracaibo con victoria de su equipo 1-0, disputando 36 minutos del segundo tiempo y marcando el gol en el minuto 80' dándole la victoria a su equipo.[5]
- Debutó en Copa América contra Perú el 30 de junio de 2007 disputado en el estadio Polideportivo de Pueblo Nuevo de San Cristóbal con resultado de 2-0 a favor de Venezuela, disputando tan solo 28 minutos del segundo tiempo sustituyendo a Fernando De Ornelas y marcando gol en el 78'.
- Su primer gol en una Copa América fue contra Perú el 30 de junio de 2007 disputado en el estadio Polideportivo de Pueblo Nuevo de San Cristóbal con resultado de 2-0 a favor de Venezuela, entrando en el minuto 62' y marcando el gol en el minuto 78'.[6]
- Debutó en una Eliminatoria Mundialista en su partido 14 con la selección contra Argentina el 16 de octubre de 2007 disputado en el estadio José Encarnación "Pachencho" Romero de Maracaibo con resultado de 0-2 a favor de Argentina, disputando tan solo 23 minutos del segundo tiempo sustituyendo a Jorge Alberto Rojas.

- Su primer gol en una Eliminatoria Mundialista fue contra Bolivia el 20 de noviembre de 2007 disputado en el estadio Polideportivo de Pueblo Nuevo de San Cristóbal con victoria de su equipo 5-3, disputando los 90 minutos marcando 2 goles el 1.º en una Eliminatoria en el minuto 20.º.[7]

- Lleva 11 goles con la Vinotinto 1 en la Copa América 2007 contra Perú, 2 en Eliminatorias al Mundial los 2 contra Bolivia y 9 en Amistosos contra Uruguay, Suecia, México, Honduras, Paraguay, Antillas Neerlandesas y Argentina.

El 6-6-2008 participó en la victoria histórica del 2-0 contra Brasil siendo la primera victoria de La Vinotinto contra Brasil tras 38 años de derrotas entrando en la segunda parte y disputando 16 minutos en la ciudad de Boston.

### Campeonato Sudamericano Sub-17
| Sudamericano Sub-17 | Sede    | Resultado    | PJ | Goles |
| ------------------- | ------- | ------------ | -- | ----- |
| Sudamericano 1999   | Ecuador | Primera fase | 3  | 0     |

- Disputó 3 partidos (uno de titular) contra Uruguay jugando 45 minutos, y 2 saliendo de la banca contra Perú entrando en el minuto 60' y contra Argentina entrando en el minuto 81'.

### Juegos Centroamericanos y del Caribe
| Juegos Centroamericanos            | Sede        | Resultado        | PJ | Goles |
| ---------------------------------- | ----------- | ---------------- | -- | ----- |
| Centroamericanos y del Caribe 2002 | El Salvador | Cuartos de final | 3  | 1     |

- Disputó 2 partidos en la ronda clasificatoria contra Costa Rica y Barbados quedando de segundos y clasificando a los cuartos de final, disputó el partido de cuartos contra El Salvador perdiendo 1-0, en total disputó 3 partidos, marcando 1 gol contra Barbados.

### Campeonato Sudamericano Sub-20
| Sudamericano Sub-20 | Sede    | Resultado    | PJ | Goles |
| ------------------- | ------- | ------------ | -- | ----- |
| Sudamericano 2001   | Ecuador | Primera fase | 4  | 2     |

- Disputó los 4 partidos los 4 de titular 2 jugando los 90 minutos contra Perú y Paraguay y 2 contra Ecuador saliendo en el minuto 56' y contra Brasil saliendo en el minuto 62', marcando 2 goles 1 a Perú y 1 a Paraguay.

### Preolímpico Sudamericano Sub-23
| Preolímpico Sub-23 | Sede  | Resultado    | PJ | Goles |
| ------------------ | ----- | ------------ | -- | ----- |
| Preolímpico 2004   | Chile | Primera fase | 3  | 0     |

- Disputó 3 partidos 2 de titular 1 contra Paraguay jugando los 90 minutos, 1 contra Uruguay saliendo en el minuto 68', y 1 saliendo de la banca contra Chile en el minuto 69'.

### Arismendi en la Vinotinto
| Detalle                  | Juegos | Goles |
| ------------------------ | ------ | ----- |
| Copa América             | 3      | 1     |
| Eliminatorias al Mundial | 7      | 2     |
| Amistosos                | 21     | 7     |
| Total                    | 31     | 11    |

Último Partido: Venezuela - Paraguay (13 Jul 2011)

### Participaciones en Copa América
| Copa América      | Sede      | Resultado        | PJ | Goles |
| ----------------- | --------- | ---------------- | -- | ----- |
| Copa América 2007 | Venezuela | Cuartos de final | 2  | 1     |
| Copa América 2011 | Argentina | 4.º lugar        | 1  | 0     |

- En la Copa América 2007 participó en 2 partidos Venezuela 2-0 Perú y Venezuela 1-4 Uruguay perdiendo en los cuartos de final marcándole 1 gol a Perú disputando 70 minutos en 2 partidos.

## Clubes
| Club                     | País      | Año       | PJ | Goles |
| ------------------------ | --------- | --------- | -- | ----- |
| Mineros de Guayana       | Venezuela | 2003-2004 | 16 | 3     |
| UA Maracaibo             | Venezuela | 2004-2005 | 21 | 4     |
| Italmaracaibo (Apertura) | Venezuela | 2005      | 19 | 4     |
| Carabobo FC (Clausura)   | Venezuela | 2006      | 21 | 14    |
| UA Maracaibo             | Venezuela | 2007-2008 | 27 | 16    |
| Atlante (Préstamo)       | México    | 2008      | 11 | 3     |
| Deportivo Táchira FC     | Venezuela | 2009-2010 | 30 | 12    |
| Deportivo Anzoátegui     | Venezuela | 2010-2012 | 60 | 32    |
| Deportes Antofagasta     | Chile     | 2012-2013 | 30 | 12    |
| Juan Aurich (Apertura)   | Perú      | 2013      | 15 | 4     |
| Zulia Fútbol Club        | Venezuela | 2013-2014 | 14 | 5     |
| Carabobo Fútbol Club     | Venezuela | 2014-2015 | 19 | 2     |
| Deportes Concepción      | Chile     | 2015-2016 | 11 | 0     |
| Atlético Venezuela C.F   | Venezuela | 2016      | 27 | 7     |

### Competiciones
| Competición              | PJ  | Goles |
| ------------------------ | --- | ----- |
| Liga Venezolana          | 257 | 92    |
| Liga Mexicana            | 11  | 3     |
| Liga Chilena             | 30  | 12    |
| Primera División de Perú | 15  | 4     |
| Copa Libertadores        | 10  | 2     |
| Copa Sudamericana        | 4   | 1     |
| Selección Nacional       | 31  | 11    |
| Total                    | 358 | 125   |

## Palmarés

### Campeonatos nacionales
| Título          | Club         | País      | Año       |
| --------------- | ------------ | --------- | --------- |
| Liga Venezolana | UA Maracaibo | Venezuela | 2004-2005 |

- Subcampeón de la UA Maracaibo 2004-2005
- Subcampeón de la Deportivo Táchira 2009-2010

### Distinciones individuales
| Distinción                                          | Año       |
| --------------------------------------------------- | --------- |
| Máximo goleador de la Liga Venezolana con 17 goles. | 2008-2009 |
| Máximo goleador de la Liga Venezolana con 20 goles. | 2010-2011 |